# Période celte en Lorraine
La période celte en Lorraine s'étend d'environ 600 av. J.-C., avec l'arrivée des tribus celtes en Lorraine et dans l'ensemble de la Gaule, jusqu'à la conquête de la Gaule par Jules César. Elle correspond quasiment à l'Âge du fer en Gaule, qui commence seulement peu auparavant.

## Période ancienne
- - 1200 : arrivée des celtes en Lorraine [2]
- - 1200 à - 750 : début du briquetage dans la vallée de la Seille afin de récupérer le sel contenu dans l'eau[3]
- Au VIIIe siècle av. J.-C., les hommes se concentrent dans des sites défensifs comme le Camp celtique de la Bure près de Saint-Dié-des-Vosges[4]
- Des ornements et outils ont été trouvés à Frouard et Basse-Yutz, attestant d'une activité humaine.
- Des vestiges de cette époque ont été trouvés lors de l'exploitation de la sablière de Malzéville, en particulier un bateau en bois, des alignements de pieux et des objets en bronze.
- Trou des Celtes, grotte sépulcrale collective au Chalcolithique-Bronze ancien et Bronze final

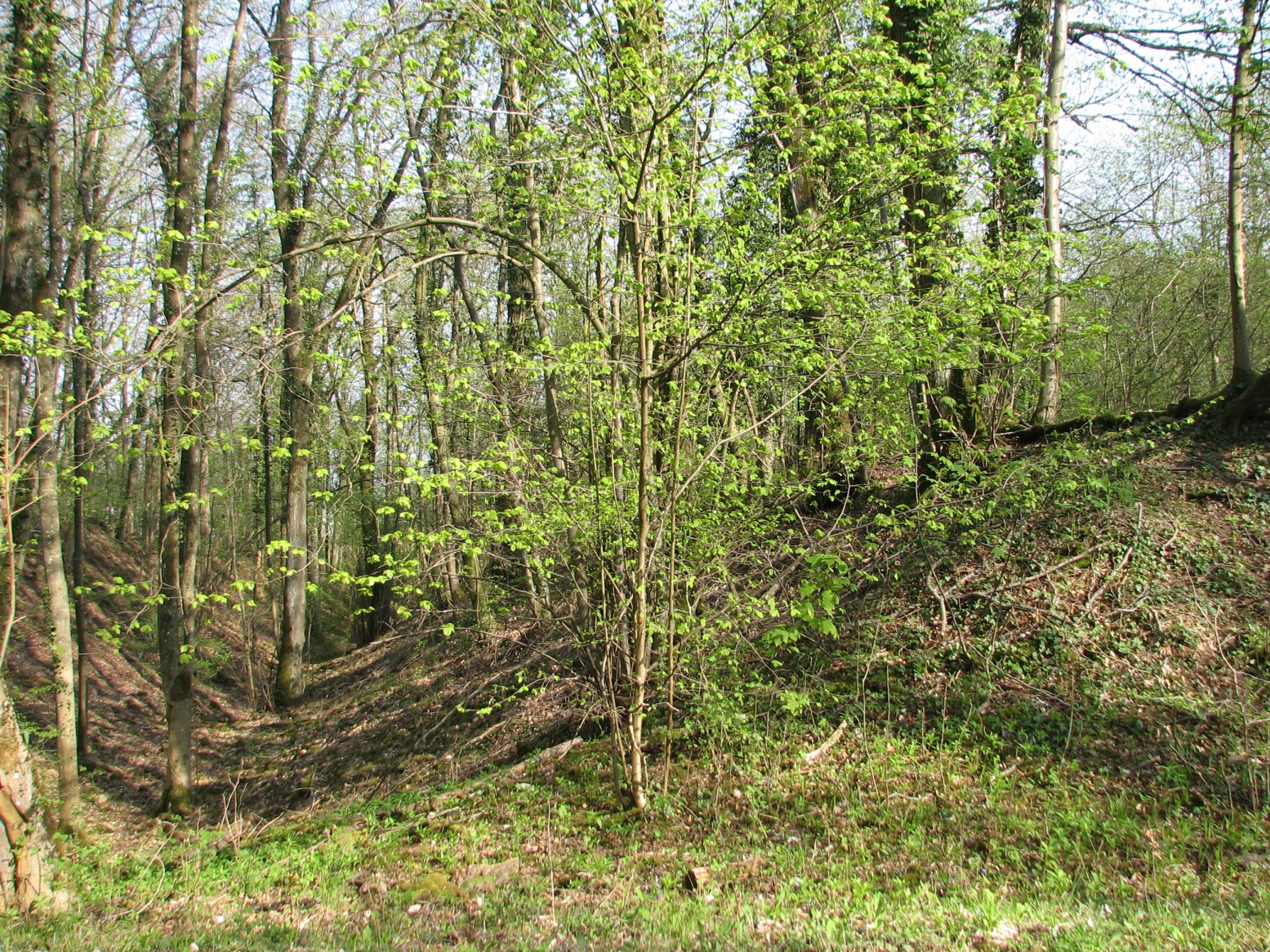
Fossé du camp d'Affrique

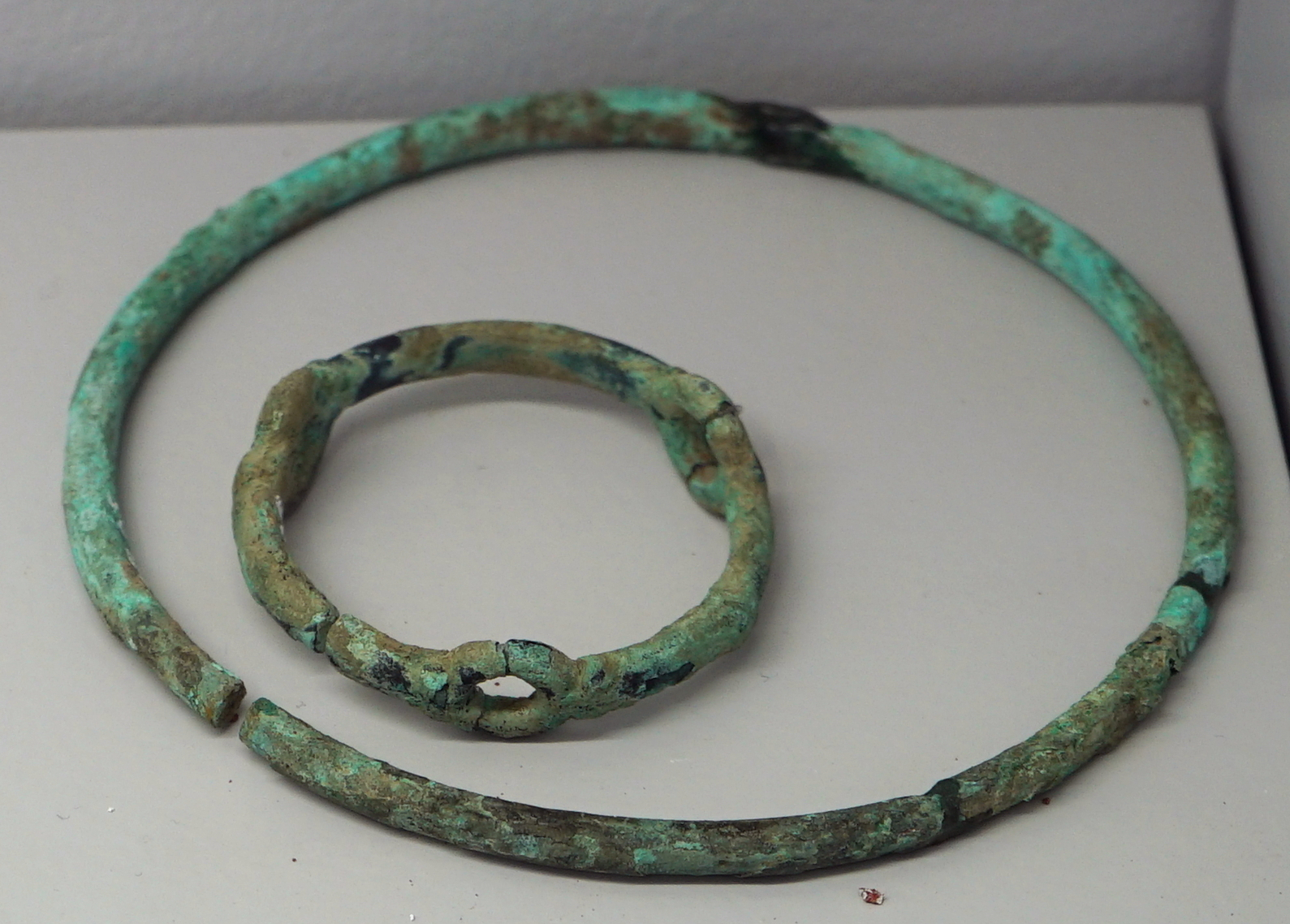
Torque et bracelet trouvés lors des fouilles du camp d'Affrique

### Camp d'Affrique
Jules Beaupré étudie le camp d'Affrique entre 1901 et 1910. Il apporte la preuve de l'occupation du site à l'époque de la culture de Hallstatt et de celle de La Tène, et non pas à l'époque romaine. Les pièces archéologiques trouvées ont permis d'enrichir notablement le Musée lorrain.
Le camp d'Affrique se trouve sur le plateau dominant Ludres et Messein. Des Celtes y édifient un double retranchement, haut de six mètres, entourant une aire de huit hectares. On y a trouvé les traces d'une activité métallurgique, premiers fondements de métallurgie à proximité de la minette.
« L'enceinte supérieure abritait les demeures tendues de riches peaux d'animaux des nobles celtiques, tous guerriers et grands chasseurs, et là retentissaient les chants des buveurs, les hennissements des chevaux, les aboiements des chiens. À flanc de coteau s'ouvraient des galeries de mines s'enfonçant à une centaine de mètres ; le minerai était sorti sur des traineaux garnis de deux bandes de fer, qui ont creusé leur sillon dans la roche de la galerie ; c'était là que travaillaient les esclaves ; ils y ont abandonné des lampes, des pics, des coins ; enfin dans l'enceinte inférieure s'affairaient les hommes de la plèbe ; les uns activaient et chargeaient le four établi près de la source ; les autres martelaient les lentilles pour extraire le métal pur des scories ; d'autres enfin forgeaient le fer et le transformaient en poignards, épées, mors de chevaux, renommés ».

### Production saline
Les premières traces d'exploitation du sel dans la vallée de la Seille (briquetage de la Seille) datent de la période de Hallstatt. Autour de Vic-sur-Seille et de Marsal, la vallée de la Seille s'activait à la production de sel. La densité des habitats était grande sur l'ensemble du territoire lorrain.

### Autres sites
L'enceinte préhistorique de la Fourasse, à Champigneulles, est classée monument historique.
Le site archéologique d'Essey-lès-Nancy montre la présence d'un rempart défendant l'entrée nord-est de la ville. Il comprenait un épaulement de section triangulaire, atteignait une hauteur de 3 à 3,5 m par rapport au sol à l'intérieur de l'enceinte.

## Période récente
Au IIe siècle av. J.-C., les Celtes s'organisent en cités (Civitates).
Au Ier siècle av. J.-C., la Lorraine est occupée par les Trévires au nord, les Médiomatriques au centre (Basse-Moselle), les Leuques au sud (Haute-Moselle), et les Séquanes à l'extrême sud-est.
Les villes de Metz, Toul et Verdun (ultérieurement les Trois-Évêchés) existent avant la conquête romaine :
- Tullum Leucorum (Toul) est la capitale des Leuques ;
- Divodurum Mediomatricorum (Metz) est la capitale des Médiomatriques.

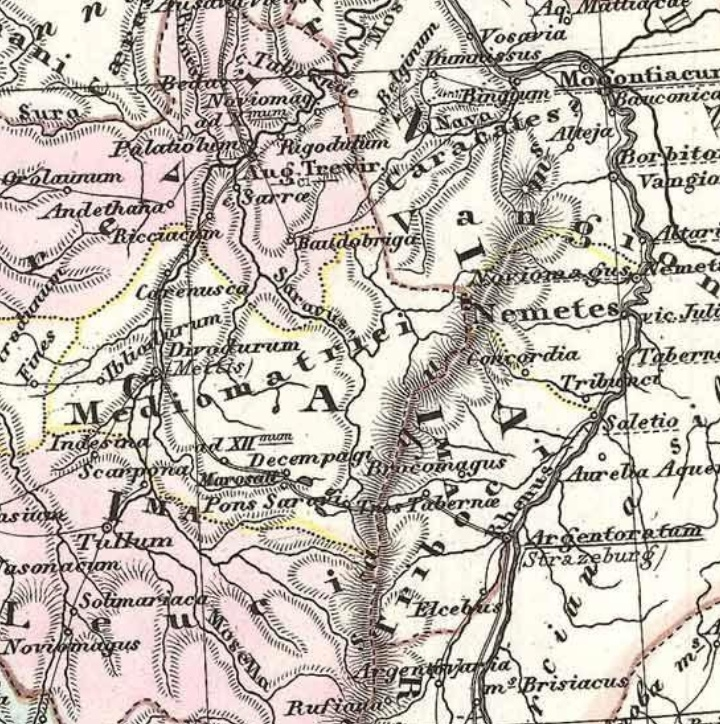
Localisation des Médiomatriques

### Médiomatriques
Les Médiomatriques (Μεδιομάτρικες), appelés aussi Médiomatrices, du latin Mediomatrici, étaient un peuple de la Gaule belgique. L'actuel département français de la Moselle correspond à la majeure partie de leur territoire. Un de leurs principaux oppidums, situé au confluent de la Seille et de la Moselle, connu sous le nom de Divodurum Mediomatricorum, devint la ville de Metz.

### Leuques
Le territoire des Leuques s'étendait de l'Ornain aux Vosges. Ce vaste territoire comprenait les cités de Nasium et de Tullum Leucorum. L'ancien diocèse de Toul, si vaste, couvrait l'ensemble de leur territoire. Les sites archéologiques majeurs en sont la cité de Nasium et le camp celtique de la Bure.
Le trou des Celtes, à Pierre-la-Treiche, semble être une grotte-refuge des Leuques du IIIe au Ier siècle av. J.-C.

### Évènements

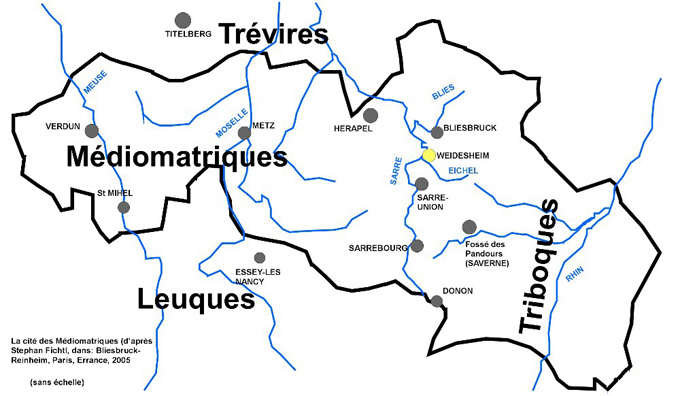
Carte de la cité des Médiomatriques sous l'empire romain, héritière de la zone occupée par la peuplade celte.

- Vers 80 av. J.-C. : les Leuques adoptent le denier d'argent romain comme monnaie[11].
- 58 av. J.-C. : début de la conquête de la région par Jules César[17].
  - Les Alamans d'Arioviste menacent la Gaule. Les Romains les battent, les massacrent et les repoussent au-delà du Rhin. Puis ils s'implantent dans la région[17].
- 57 av. J.-C. : les peuples gaulois s'allient pour faire face aux réquisitions de blé des romains[17].
- 52 av. J.-C. : les Médiomatriques participent à la bataille de Bibracte puis envoient 5 000 à 6 000 hommes à Alésia[17],[18],[19].

Les Leuques, qui n'ont jamais pris les armes contre Jules César, sont considérés comme « libres », et à ce titre dispensés d'impôt.

## Lorraine gallo-romaine
- 20 av. J.-C. : aménagement de la route Lyon - Langres - Toul - Metz - Trèves[17].
- Vers 13 av. J.-C. : création de la province romaine de Gaule belgique, dont la capitale est Durocortorum (Reims) et dans laquelle sont regroupés les trois peuples gaulois qui occupaient l'actuelle Lorraine[17].